# Leinkupal
Leinkupal este un gen extinct de dinozaur sauropod din familia Diplodocidae care a trăit în Cretacicul inferior, în urmă cu aproximativ 140 milioane de ani. 
Singura specie cunoscută este Leinkupal laticauda  și a fost descoperită în formațiunea geologică Bajada Colorada din provincia Neuquén (Patagonia, Argentina). Descrierea speciei a fost publicată în data de 14 mai 2014 în jurnalul PLOS One sub titlul „A Diplodocid Sauropod Survivor from the Early Cretaceous of South America”
Conform paleontologului Pablo Gallina, coordonatorul studiului, Leinkupal laticauda ar putea fi primul diplodocus descoperit în America de Sud și cel mai vechi membru al familiei Diplodocidae din lume.